# 4614 Masamura
4614 Masamura è un asteroide della fascia principale. Scoperto nel 1990, presenta un'orbita caratterizzata da un semiasse maggiore pari a 2,2495735 UA e da un'eccentricità di 0,2126891, inclinata di 4,80466° rispetto all'eclittica.